# Грін-Гілл (Теннессі)
Грін-Гілл (англ. Green Hill) — переписна місцевість (CDP) в США, в окрузі Вілсон штату Теннессі. Населення — 6518 осіб (2020).

## Географія
Грін-Гілл розташований за координатами 36°14′6″ пн. ш. 86°34′21″ зх. д. / 36.23500° пн. ш. 86.57250° зх. д. (36.234985, -86.572531).  За даними Бюро перепису населення США в 2010 році переписна місцевість мала площу 10,26 км², з яких 8,97 км² — суходіл та 1,29 км² — водойми.

## Демографія
Згідно з переписом 2010 року, у переписній місцевості мешкало 6618 осіб у 2515 домогосподарствах у складі 1974 родин. Густота населення становила 645 осіб/км².  Було 2606 помешкань (254/км²).
Расовий склад населення:
| - 94,0 % — білих - 2,9 % — чорних або афроамериканців - 0,7 % — азіатів - 0,3 % — корінних американців |

До двох чи більше рас належало 1,8 %. Частка іспаномовних становила 2,1 % від усіх жителів.
За віковим діапазоном населення розподілялося таким чином: 23,3 % — особи молодші 18 років, 62,5 % — особи у віці 18—64 років, 14,2 % — особи у віці 65 років та старші. Медіана віку мешканця становила 43,7 року. На 100 осіб жіночої статі у переписній місцевості припадало 97,8 чоловіків;  на 100 жінок у віці від 18 років та старших — 94,3 чоловіків також старших 18 років.
Середній дохід на одне домашнє господарство  становив 83 781 долар США (медіана — 74 559), а середній дохід на одну сім'ю — 90 803 долари (медіана — 79 406). Медіана доходів становила 45 810 доларів для чоловіків та 43 245 доларів для жінок. За межею бідності перебувало 3,6 % осіб, у тому числі 3,7 % дітей у віці до 18 років та 7,9 % осіб у віці 65 років та старших.
Цивільне працевлаштоване населення становило 3523 особи. Основні галузі зайнятості: освіта, охорона здоров'я та соціальна допомога — 19,6 %, роздрібна торгівля — 14,0 %, науковці, спеціалісти, менеджери — 12,2 %, мистецтво, розваги та відпочинок — 10,7 %.